# Antonio Cojazzi
Antonio Cojazzi (Roveredo in Piano, 30 ottobre 1880 – Salsomaggiore Terme, 27 ottobre 1953) è stato un presbitero italiano.

## Biografia
Il padre Giacomo Cojazzi era un piccolo possidente che allevò otto figli, tre dei quali salesiani, Antonio, Enrico e Francesco. La madre Maddalena Lombardo incise profondamente sulla formazione di Antonio, motivo per cui il figlio nutrì per lei una venerazione straordinaria. 
A tredici anni Antonio entrò nel collegio salesiano di Mogliano Veneto per frequentare la 1° ginnasio. Non palesò una mente geniale e brillante, ma chi lo conobbe dice che presentava già il suo tipico temperamento sereno e allegro. La V° ginnasio la frequentò ad Este. Andò a Foglizzo per il noviziato e il 20 novembre 1898 ricevette l’abito da monsignor Giovanni Cagliero. Un anno dopo grazie alla licenza di don Michele Rua poté frequentare il liceo salesiano Valsalice dove l’anno successivo si meritò con un’ottima votazione il diploma di maturità classica. 
La prima casa dell’obbedienza fu a Cuorgnè in cui don Cojazzi fu consigliere e insegnante di lettere nel ginnasio superiore mentre frequentava l’università. Nel 1906 ricevette la tonsura e gli ordini minori a Torino da parte di monsignor Bruno Bertagna. Nel 1905 si laureò in lettere e l’anno successivo in filosofia. Il 18 aprile 1908 dopo aver terminato gli studi teologici, ricevette l’ordine sacerdotale da monsignor Andrea Giacinto Longhin. Ottenne successivamente due diplomi della scuola tecnico-normale e il diploma di abilitazione alla lingua inglese.
Nonostante l’opportunità di fermarsi all’università in qualità di assistente per prepararsi a diventare docente, don Cojazzi preferì l’insegnamento ginnasiale. Dal 1908 al 1948 tenne la cattedra di filosofia al liceo Valsalice e dal 1920 al 1933 fu preside del Valsalice.
Morì nella canonica di Salsomaggiore alle 17,30 del 27 ottobre 1953 all’età di 73 anni. Recatosi a Salsomaggiore per un corso di conferenze su don Bosco dovette rimanere lì poiché gli era stato ordinato riposo, nonostante al liceo salesiano Valsalice lo stessero aspettando per ultimare cinque lavori per le stampe. Il 27 sera si sentì male, perse i sensi e pochi minuti dopo spirò. 
Le ultime parole ritrovate sul suo taccuino furono “tempo umido e piovigginoso che dà affanno e aggiunge malessere, sono preoccupato per quello che verrà…lunedì sera, allegria con i giovani del Parroco: metto a posto le mie cose e parto martedì alle undici, così finisco la mia cura e… il notes”. 
Il funerale venne celebrato dal fratello don Enrico nella chiesa di San Vitale e il feretro venne portato a Parma, dove ad attenderlo all’Istituto salesiano S. Benedetto vi erano: il vescovo Diocesano monsignor Evasio Colli, il sig. ispettore D. Aracri, i Direttori delle case viciniori, gli insegnanti e gli alunni del Collegio e una rappresentanza del Valsalice, nonché tanti amici di don Cojazzi, giunti da 
Don cojazzi, figura molto amata, seguita e di rilievo per la cultura cattolica, venne descritto da un biografo come “simpatico ai giovani” in quanto “accese in loro un grande entusiasmo aprendoli alla sua amicizia con il canto e la chitarra” (Capellari, P. 3).
Giovanni Battista Montini, futuro Paolo VI, afferma inoltre che lo stesso prete avesse “diffuso ardore della sua carità e la saggezza della sua generosa pedagogia ai giovani” che lo avevano seguito da varie contrade d’Italia.

## Opere
La sua attività non rimase limitata entro le pareti delle aule scolastiche.
Merita speciale considerazione la feconda opera di scrittore che espletò in svariati campi:
1. Manuali scolastici: “Principi di filosofia esposti ad uso dei licei” (1911); “Breve introduzione alla filosofia” (1936);  “Bibbia e catechismo nell’insegnamento religioso” (1954)
2. Libri di formazione giovanile: “A coloro che hanno vent’anni” (1928); “Alla scoperta di te stesso” (1925) (testi di grande successo, più volte riediti)
3. Vite di giovani laici cristiani: “Pier Giorgio Frassati” (1933 e successive edizioni); “Vincenzo Ricotti” (1935); “Giacomo Maffei” (1937);  “Giosuè Borsi” (1942);  “Domenico Savio: un ragazzo che sapeva volare” (1950)
4. Biografie di santi e di grandi uomini: “Don Bosco” (1920);  “San Paolo” (1937);  “San Pietro” (1940); “Federico Ozanam” (1948);  “Manzoni” (1953).

Inoltre fu autore di scritti su temi spirituali e religiosi, opere di carattere apologetico e traduzioni dal francese. 
A questo si deve aggiungere che fu esclusivo direttore della “Rivista dei giovani” (attesa e letta soprattutto dal giovane clero) dal 1921 al 1948, cofondatore di Catechesi con monsignor Enrico Montalbetti e monsignor Norberto Perini, poi Arcivescovo di Fermo; collaboratore di numerose riviste e giornali  che ne rappresentavano e invidiavano la firma.
Lasciò in bozza ancora tre opere, tra cui il voluminoso commento al Vangelo secondo Matteo.